# Baton Rouge, Louisiana
Baton Rouge (/ˌbætən ˈruːʒ/ BAT-ən ROOZH; tiếng Pháp: Bâton-Rouge [bɑtɔ̃ ʁuʒ] ⓘ, nghĩa là "Gậy Đỏ") là thủ phủ và thành phố lớn thứ nhì của tiểu bang Louisiana. Đây còn là nơi đặt trụ sở của quận Đông Baton Rouge và tọa lạc ở bờ đông sông Mississippi.
Do là thủ phủ, Baton Rouge cũng là trung tâm chính trị của Louisiana, và chỉ đứng sau New Orleans về dân số, ước tính là 228.590 người vào năm 2015. Vùng đô thị xung quanh thành phố, được gọi là Đại Baton Rouge, cũng lớn nhì Louisiana, với dân số 830.480 người năm 2015. Đô thị Baton Rouge có 594.309 dân.

## Liên kết
Tư liệu liên quan tới Baton Rouge, Louisiana tại Wikimedia Commons
- Official Baton Rouge Government Web Site Lưu trữ ngày 26 tháng 10 năm 2010 tại Wayback Machine
- Downtown Development District
- Clarence's Baton Rouge Cajun and Zydeco Schedule Lưu trữ ngày 27 tháng 12 năm 2009 tại Wayback Machine
- A local's guide for Baton Rouge information
- Baton Rouge City Guide and Internet Rest Area
- Best Of Baton Rouge
- Baton Rouge Guide
- Perkins Rowe Shopping
- Baton Rouge Today